# Iglesia de la Anunciación (Santander)

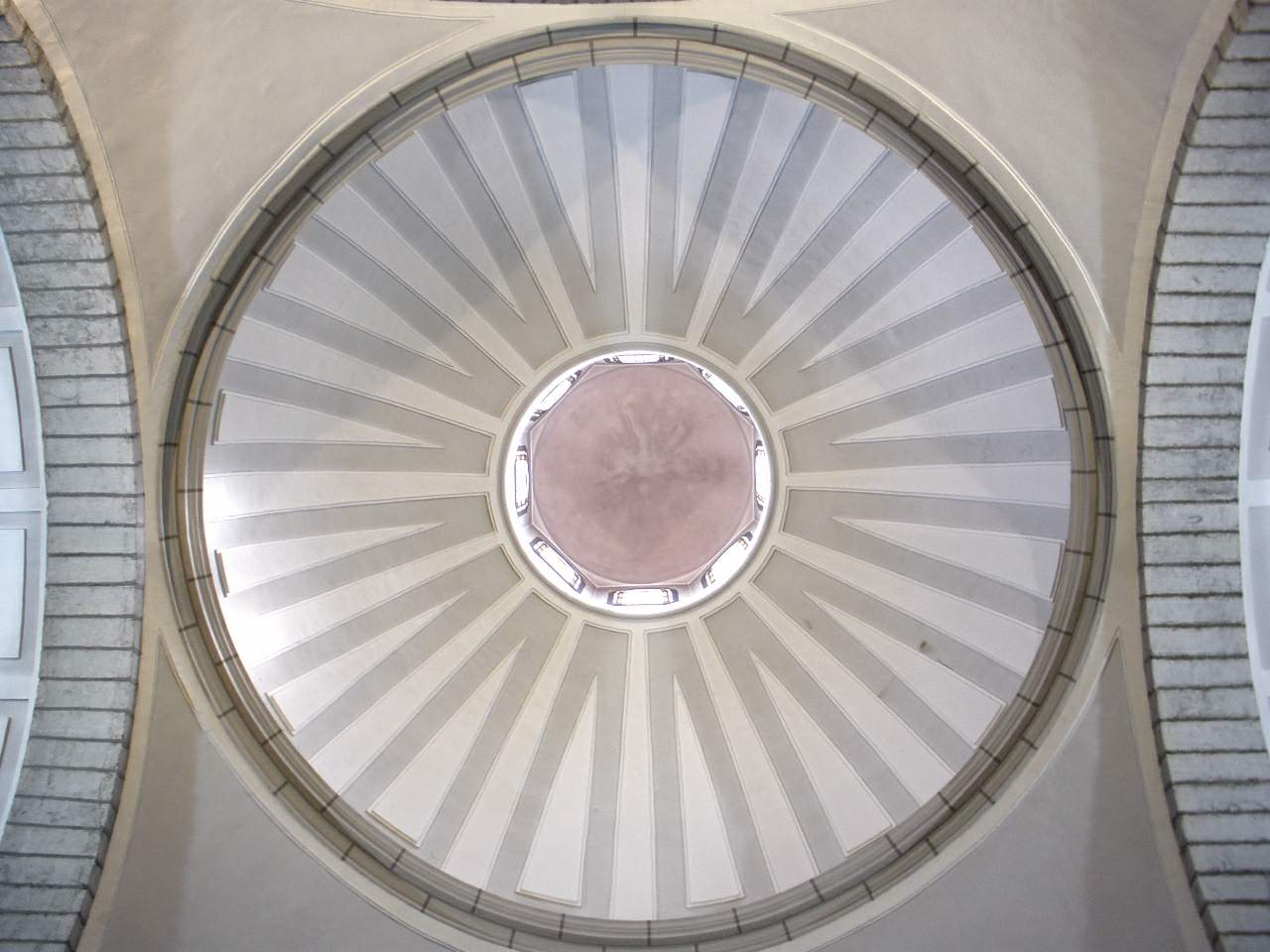
La cúpula y la linterna

La Iglesia de la Anunciación o de la Compañía de Jesús de Santander (Cantabria, España), fue declarada Bien de Interés Cultural el 11 de noviembre de 1992. Se trata del mejor ejemplo de arquitectura renacentista de Cantabria, estilo arquitectónico de escasa implantación en la comunidad. Se encuentra en la calle Juan de Herrera, cerca de la plaza Porticada y la catedral.

## Historia
La fundación de esta iglesia corresponde a doña Magdalena de Ulloa, tutora de don Juan de Austria y esposa del mayordomo de Carlos V, don Luis de Quijada. Magdalena de Ulloa fundó aquí, lo mismo que hizo en otras ciudades como Villagarcía de Campos (Valladolid), un colegio de la Compañía de Jesús, del que hoy sólo queda la iglesia.
La construcción del templo no empezó hasta el año 1607, sufriendo un parón entre los años 1617 y 1619. Se ha señalado su parecido con la iglesia de Villagarcía de Campos, diseño de Rodrigo Gil de Hontañón, pero la traza de esta iglesia de Santander se atribuye al maestro cantero trasmerano Juan de Nates, si bien las obras se completaron por Juan de Mazarredondo y Juan de Rivas.
Esta iglesia fue parcialmente afectada en el Incendio de 1941.

## Descripción
Se trata de un edificio renacentista, dentro del estilo clasicista vallisoletano. Sigue los modelos jesuíticos de raíz vignolesca, de hecho tiene gran similitud con la iglesia del Gesù de Roma.
Presenta la típica fachada de las iglesias que siguen esta tipología, con dos cuerpos, siendo el superior más estrecho que el inferior. La portada se forma por un arco de medio punto. A los lados tiene pilastras dobles que sostienen un entablamento y frontón partido, en el centro del cual puede verse, en una hornacina, una imagen de la Virgen. A los lados hay dos vanos, un óculo abajo y una ventana cuadrada arriba. En los extremos de este primer cuerpo, pilastras rematadas por bolas herrerianas en el segundo cuerpo.
El cuerpo superior es más estrecho. Está centrado por una ventana arquitrabada con escudos barrocos a los lados; son del primer marqués de Villapuente de la Peña, José de la Puente y Peña, y de su esposa la marquesa de las Torres de Rada, Gertrudis de la Peña y Rueda, gracias a cuya generosa contribución pudo acabarse el edificio. Por encima, un frontón triangular en el que se abren dos pequeños vanos cuadrangulares y una cruz en el remate.
El interior tiene una sola nave rematada por cabecera rectangular, rodeada por capillas a los lados unidas por arcos de medio punto, de manera que parecen falsas naves laterales. Sobre el crucero se alza una cúpula con linterna.
El altar mayor está rematado con un retablo de madera con pinturas y policromados.
También tuvo una espadaña, hoy inexistente.